# Waldbahn Wyhoda
| Waldbahn Wyhoda                 | Waldbahn Wyhoda     |
| ------------------------------- | ------------------- |
| Streckennetz (Stand April 2010) |                     |
| Streckenlänge:                  | 40 km               |
| Spurweite:                      | 750 mm (Schmalspur) |
|                                 |                     |

Die Waldbahn Wyhoda ist eine Waldbahn im Südwesten der Ukraine in der Oblast Iwano-Frankiwsk. Ausgangs- und Betriebsmittelpunkt ist die namensgebende Siedlung städtischen Typs Wyhoda. Die Bahn dient der Erschließung der Waldgebiete südwestlich von Wyhoda. Heute wird die Strecke nur noch für den Güterverkehr betrieben, der öffentliche Personenverkehr ist, abgesehen von touristischen Fahrten, seit den 1990er Jahren eingestellt. Mangels Straßen bietet die Bahn teilweise den einzigen Zugang zu Holzeinschlagplätzen in den Bergen.

## Geschichte

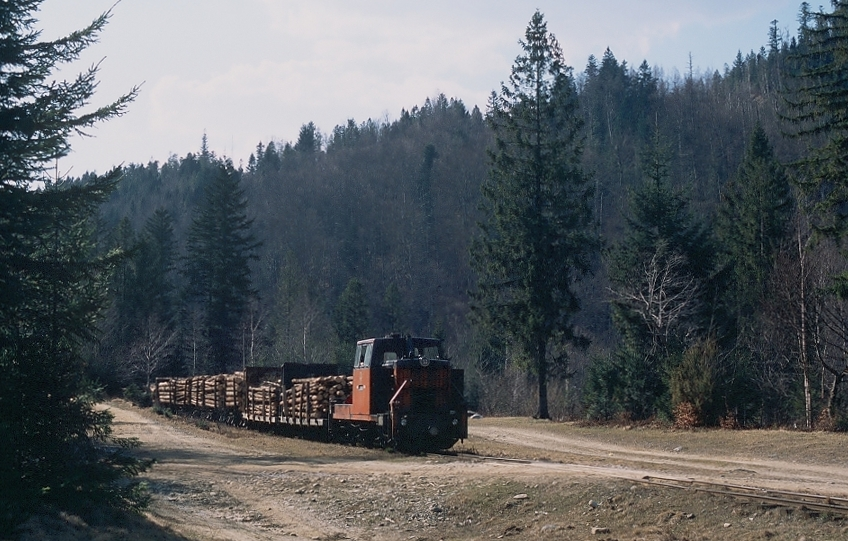
Beladener Zug bei der Talfahrt kurz vor Nowyj Misun

Die Grundsteine des heutigen Netzes wurden in den 1920er Jahren mit der Eröffnung zweier Bahnen in den Tälern der Flüsse Mysunka (Мизунка) und Switscha gelegt. Die Region war damals nach dem Ersten Weltkrieg gerade erst von Österreich-Ungarn an Polen gegangen. Bereits in den Jahren davor waren schon kurze Bahnen zu den in den 1890er Jahren errichteten Sägewerken im damaligen Wygoda in Betrieb gewesen und deren Ausbau beschlossene Sache, doch der Krieg hatte eine Vollendung dieser Projekte verhindert. Schon seit 1883 gab es in Wyhoda durch die Lokalbahn Dolina–Wygoda Anschluss an das normalspurige Eisenbahnnetz. Ihre Blütezeit erlebten die nach dem Zweiten Weltkrieg zu einem Betrieb vereinigten Waldbahnen in den 1950er und 1960er Jahren unter sowjetischer Verwaltung. Eine massive Ausweitung der Forstwirtschaft führte zu einem großzügigen Ausbau des Streckennetzes auf eine Länge von etwa 180 Kilometern. Mit dem Ende der Sowjetunion sank jedoch auch die Bedeutung der Bahn. Sparzwänge, fehlende Mittel und schwere Unwetterschäden ließen das Streckennetz wieder schrumpfen. Nach starken Hochwasserschäden im Sommer 1998 zerfiel das Netz mit der Stilllegung der Strecke durch das Switscha-Tal in zwei Teile. Ein isoliertes Reststück der Switscha-Tal-Strecke blieb in den Bergen bis 2009 in Betrieb. Heute wird nur noch die Strecke im Mysunka-Tal befahren. Die Bahn ist Eigentum der Firma Uniplyt, der auch das Sägewerk in Wyhoda gehört. Verkehr findet nach Bedarf mehrmals die Woche statt.
Die Züge der Waldbahn werden seit den 1970er Jahren von Dieselloks befördert. Dafür stehen derzeit Lokomotiven der Baureihen ТУ4 (TU4), ТУ8 (TU8) und ТУ8Г (TU8G) zur Verfügung. Ein 2004 modernisierter Schienenbus der Reihe ТУ6П (TU6P) dient dem Touristenverkehr, der unter dem Namen Karpatskyj Tramwaj vermarktet wird. Zusätzlich zu diesen Fahrzeugen gibt es noch eine Reihe von unterschiedlichen Draisinen, die beim Personaltransport und der Streckenausbesserung zum Einsatz kommen.

## Tourismus
Auf der Strecke hat sich mittlerweile ein gut besuchter Ausflugsverkehr etabliert. Jeden Samstag finden Ausflugsfahrten mit mehreren Unterwegshalten durch das Mysunka-Tal statt.